# Smile (chanson de Katy Perry)
Pour les articles homonymes, voir Smile.
Singles de Katy Perry
Daisies
(2020) Not the end of the world
Smile est une chanson de la chanteuse américaine Katy Perry  de son sixième album du même nom. Elle est sortie le 10 juillet 2020 en tant que deuxième single de l'album. Une version mettant en vedette le rappeur américain P. Diddy est présente sur certaines versions vinyle de l'album, tandis que Giorgio Moroder et Joel Corry ont produit des remix de Smile.

## Historique et sortie
La chanson est sortie officiellement le 10 juillet 2020 avec la pré-commande de l'album. À propos de la chanson, Katy Perry explique que « cela peut être quelques minutes d'espoir énergisant pour vous comme pour moi »,. Smile est une chanson pop et nu-disco qui dure 2 minutes et 47 secondes. Smile échantillonne la chanson Jamboree de Naughty by Nature sortie en 1999.

## Liste de titres
| 1. | Smile | 2:47 |

| 1. | Smile (Giorgio Moroder Remix) | 3:07 |

| 1. | Smile (Joel Corry Remix) | 3:02 |

## Crédits
Crédits provenant de Tidal .
- Katy Perry – voix principale, écriture
- Josh Abraham – production, écriture
- Oligee (en) – production
- G Koop (en) – production, production additionnelle
- Anthony Criss (en) – écriture, crédit chanson Jamboree
- Kier Gist (en) – écriture, crédit chanson Jamboree
- Vincent Brown – écriture, crédit chanson Jamboree
- Benny Golson – écriture
- Benny "Starrah" Hazzard (en) – écriture
- Ferras Alqaisi – écriture
- Oliver Goldstein (en) – écriture
- Blake Harden – ingénieur du son
- Clint "CJMIXEDIT" Badal – ingénieur du son
- Darth "Denver" Moon – ingénieur du son
- Louie Gomez – ingénieur du son
- Manny Marroquin (en) – mixage audio
- Chris Galland – ingénieur du mixage
- Dave Kutch – ingénier de la mastérisation
- Dave Richard – interprète associé, trompette
- Kamaria Anita Ousley – interprète associé, chœurs
- Lincoln Adler – interprète associé, saxophone

## Classements hebdomadaires
| Classement (2020)                   | Meilleure position |
| ----------------------------------- | ------------------ |
| Belgique (Flandre Ultratip 100)     | 12                 |
| Belgique (Wallonie Ultratip 50)     | 29                 |
| Canada (CHR/Top 40)                 | 47                 |
| CEI (Tophit)                        | 44                 |
| Croatie (HRT)                       | 22                 |
| Écosse (OCC)                        | 22                 |
| États-Unis (Bubbling Under Hot 100) | 21                 |
| États-Unis (Adult Contemporary)     | 25                 |
| États-Unis (Digital Songs)          | 28                 |
| France (SNEP Ventes)                | 69                 |
| Guatemala Anglo (Monitor Latino)    | 9                  |
| Irlande (IRMA)                      | 99                 |
| Japon (Hot 100)                     | 77                 |
| Nouvelle-Zélande Hot Singles (RMNZ) | 10                 |
| Panama Anglo (Monitor Latino)       | 15                 |
| Pays-Bas (Nederlandse Tipparade)    | 23                 |
| Pologne (ZPAV)                      | 57                 |
| Royaume-Uni (UK Singles Chart)      | 73                 |
| Russie (Tophit Radio Top 100)       | 36                 |
| Slovaquie (IFPI Rádio)              | 70                 |